# Kap Jewgenow
Das Kap Jewgenow (russisch Мыс Евгенова Mys Jewgenowa) ist ein vereistes Kap auf halbem Weg entlang der Nordostseite der Krylow-Halbinsel an der Oates-Küste des Australischen Antarktis-Territoriums. Sie markiert die westliche Begrenzung der Lauritzen Bay.
Luftaufnahmen entstanden bei der US-amerikanischen Operation Highjump (1946–1947), bei einer sowjetischen Antarktisexpedition (1957–1959) und einer 1959 durchgeführten Kampagne im Rahmen der Australian National Antarctic Research Expeditions. Die Wissenschaftler der sowjetischen Expedition benannten das Kap nach dem sowjetischen Hydrographen Nikolai Jewgenow (1888–1964). Das Advisory Committee on Antarctic Names übertrug diese Benennung 1967 ins Englische.